# Siculeni (gmina)
Siculeni (węg. Madéfalva) – gmina w okręgu Harghita w Rumunii. Leży we wschodnim Siedmiogrodzie, na obszarze Seklerowszczyzny – terenu zamieszkanemu przez ludność węgierskojęzyczną. Zamieszkana przez 2726 osób.
Obecnie w skład gminy wchodzi jedna wieś, Siculeni. W 2004 cztery inne wsie wcześniej wchodzące w skład gminy utworzyły odrębne gminy Ciceu i Racu.
7 stycznia 1764 w Siculeni miało miejsce masowe morderstwo Seklerów, dokonane przez armię habsburską, nazywane Siculicidium. W jego wyniku zginęło około 200 osób, w tym kobiety i dzieci, a 400 zostało uwięzionych.